# Cocinero

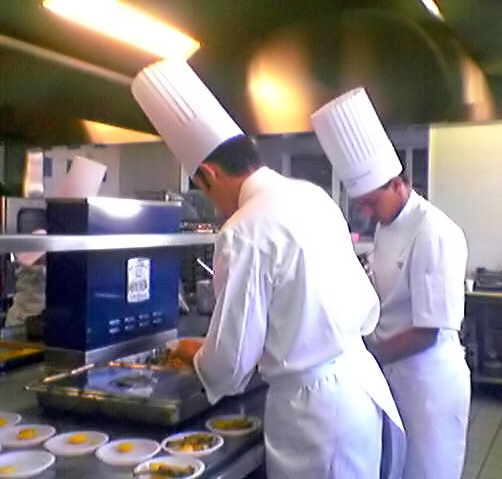
Chef ejecutivo y un cocinero, en París, Francia

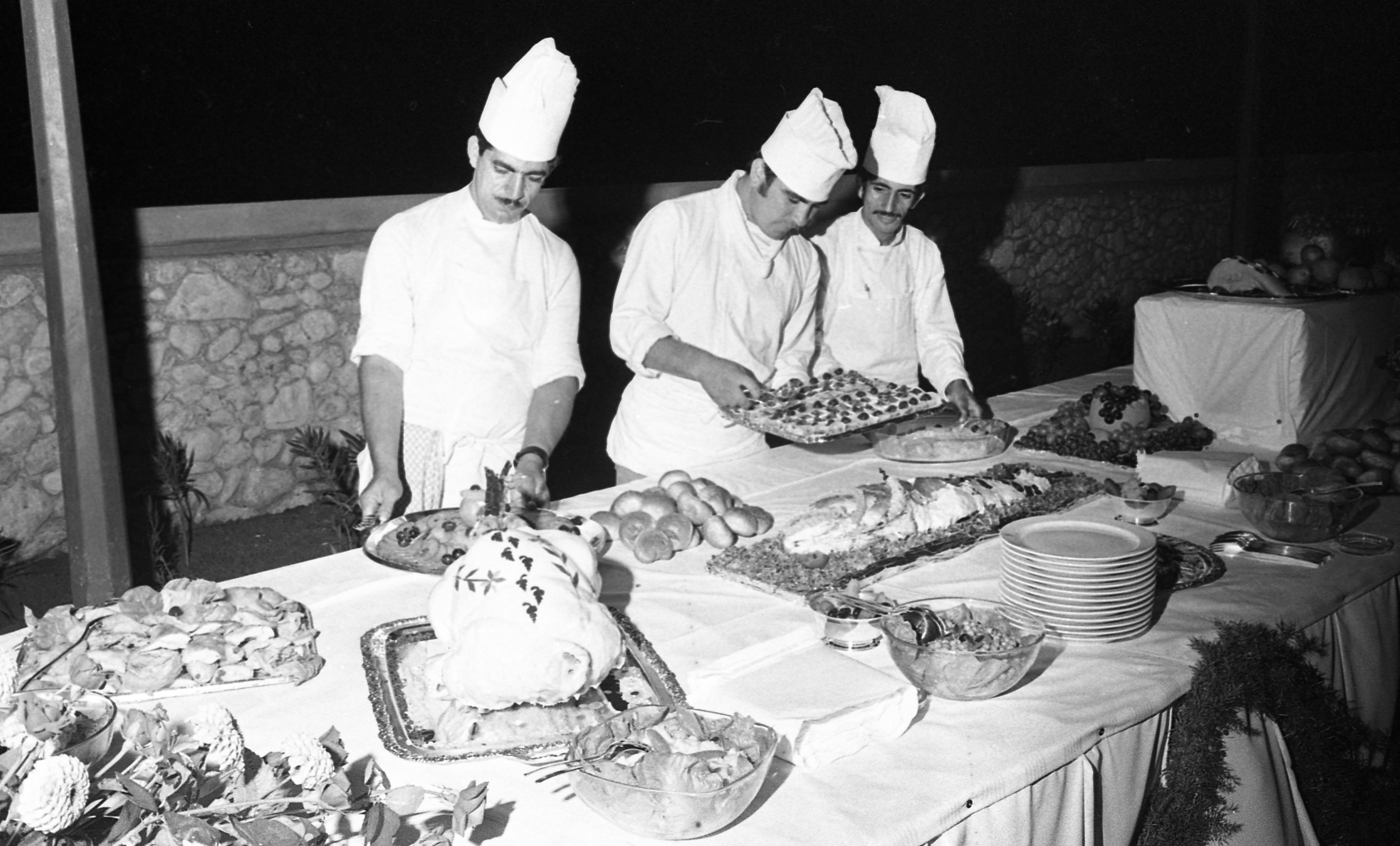
Chef pastelero en Israel, 1969

Un cocinero profesional es la persona que cocina por oficio y profesión, bien sea ejerciendo su trabajo particular o en una empresa que amerite o requiera la labor de un experto en la materia. Las funciones en la cocina se categorizan en función de los conocimientos y las especialidades.

## Tipos
- El chef ejecutivo es aquel que tiene un conocimiento extenso y experiencia dentro del sector y se encarga de crear e innovar platos que sus cocineros reproducirán, además de coordinarlos.
- El chef pastelero posee conocimiento experto en su área, planea y desarrolla junto con sus asistentes el menú de postres, pastelería y panadería.
- El sous chef es el asistente del chef ejecutivo.
- El garde manger es el supervisor de las comidas frías.
- El segundo cocinero tiene una combinación de funciones y es asistido por los cocineros de partidas (estos serán definidos según la complejidad de la cocina).
- El cocinero de órdenes cortas y de grill parrilla.
- El chef panadero, subordinado al chef pastelero.
- El cocinero ayudante se halla en una posición de aprendizaje y es asignado a varias estaciones y partidas.

## El cocinero en jefe y chef de cocina
El cocinero jefe o chef  es un profesional de la cocina que dirige un equipo de cocineros. La palabra «chef» se deriva abreviada del término 'jefe de cocina' en francés. Los chefs pueden recibir tanto la formación formal de una institución, así como el momento de servir como aprendiz en virtud de un chef experimentado. Existen diferentes términos que usan la palabra chef en sus títulos, y se ocupan de áreas específicas de la preparación de alimentos, tales como el sous-chef que actúa como el segundo al mando en una cocina, o el jefe de partida que se encarga de una específica área de producción. En la actualidad es muy común denominar chef a todo el que cocina; sin embargo dependerá en gran manera de sus conocimientos y habilidades en torno a esta área.
El sistema de brigada se refiere a la jerarquía que se encuentra en los restaurantes y hoteles que emplean amplia plantilla, muchos de los cuales utilizan la palabra chef en sus títulos. Debajo de los chefs son los ayudantes de cocina. El uniforme estándar de un cocinero para un chef incluye un sombrero llamado una toca, chaqueta cruzada, delantal y zapatos con acero o puntera de plástico.

Escuela de cocina en Oxford

El chef debe ser un experto en cocina y conocer con propiedad los productos, la administración, la contabilidad, el derecho, la nutrición, la enología, los costeos, la química, la historia y la geografía (estos últimos dos para poder conocer mejor los productos y saber cómo utilizarlos adecuadamente), entre otros muchos elementos. Además, debe ser capaz de liderar a su brigada (término acuñado por el cocinero francés Auguste Escoffier, que hace referencia a un equipo de personas bajo sus órdenes) y mantener siempre un control e higiene, para brindar un servicio de calidad al comensal. En un restaurante u hotel, el chef es el designado al mando de la cocina.